# Марш миллиона семей

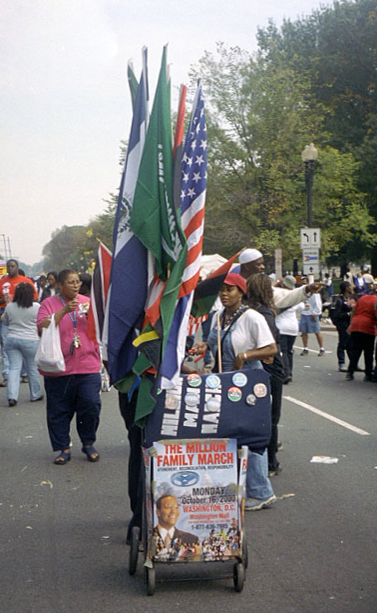
Марш миллиона семей

«Марш миллиона семей» (англ. Million Family March) — демонстрация в Вашингтоне 16 октября 2000 года, состоявшаяся в пятую годовщину проведения «Марша миллиона мужчин». Организована Луисом Фарраханом и «Нацией ислама» при поддержке организации Сан Мен Муна.
В отличие от предыдущей акции на марш были приглашены представители других национальностей. В своей двухчасовой речи Фаррахан затронул социальную проблематику и призвал к установлению гармоничных межрасовых отношений. В СМИ число участников мероприятия оценивалось в сотни тысяч человек.